# Municipio de Casupá
El municipio de Casupá es uno de los municipios del departamento de Florida, Uruguay. Tiene su sede en la localidad homónima.

## Ubicación
El municipio se encuentra situado en la zona sureste del departamento de Florida.

## Características
El municipio de Casupá fue creado por Ley N.º 18653 del 15 de marzo de 2010, y forma parte del departamento de Florida. Comprende el distrito electoral QDC de ese departamento. Sus límites quedaron determinados a través del Decreto N.º 03/10 del 12 de febrero de 2010, de la Junta Departamental de Florida.

### Territorio y población
El municipio fue creado con los siguientes límites de jurisdicción territorial: al norte: Cañada afluente del arroyo La Coronilla, desde su barra hasta sus puntas frente a las puntas de la Cañada de Prego y esta cañada hasta su barra en el arroyo Sauce de Casupá; al sur: río Santa Lucía; al este: arroyo Sauce de Casupá; al oeste: camino del Paso del Valle y límite entre las secciones policiales segunda y sexta urbana, desde el río Santa Lucía hasta el camino departamental del Paso de Valle. Abarca una superficie total de 94.7 km² y cuenta con una población total de 2228 habitantes según el censo del año 2011.

## Autoridades
La autoridad del municipio es el Concejo Municipal, compuesto por el Alcalde y cuatro Concejales.
| Nº | Alcalde                   | Partido             | Inicio del mandato      | Fin del mandato         | Observaciones     | Concejales                                                                        |
| -- | ------------------------- | ------------------- | ----------------------- | ----------------------- | ----------------- | --------------------------------------------------------------------------------- |
| 1  | Luis Alberto Oliva Castro | Partido Colorado PC | 9 de julio de 2010      | julio de 2015           | Alcalde elegido   |                                                                                   |
| 2  | Luis Alberto Oliva Castro | Partido Nacional PN | julio de 2015           | 26 de noviembre de 2020 | Alcalde reelegido | José Luis Núñez (PN) Nidia M. Silva (PN) Claudio De León (PN) Carlos Perdomo (PN) |
| 3  | Luis Emilio Oliva Monfort | Partido Nacional PN | 27 de noviembre de 2020 | 2025                    | Alcalde elegido   | Jorge Maffei (PN) María Masaguez (PN) Carlos Perdomo (PN) José Luis Núñez (PN)    |